# Boleslau II da Silésia
Boleslau II, o Calvo (em polonês/polaco:  Bolesław II Łysy; n.ca. 1220/5 – f. 26/31 de dezembro de 1278) foi Duque da Cracóvia em 1241, do Sul da Grande Polónia entre 1241 e 1247, e duque da Silésia de 1241 a 1248, quando este foi dividido entre os seus irmãos.
Ele era o filho mais velho de Henrique II, Duque da Silésia, e da sua esposa Ana da Boémia, filha do Rei Otocar I da Boémia.

## Vida

### Governo

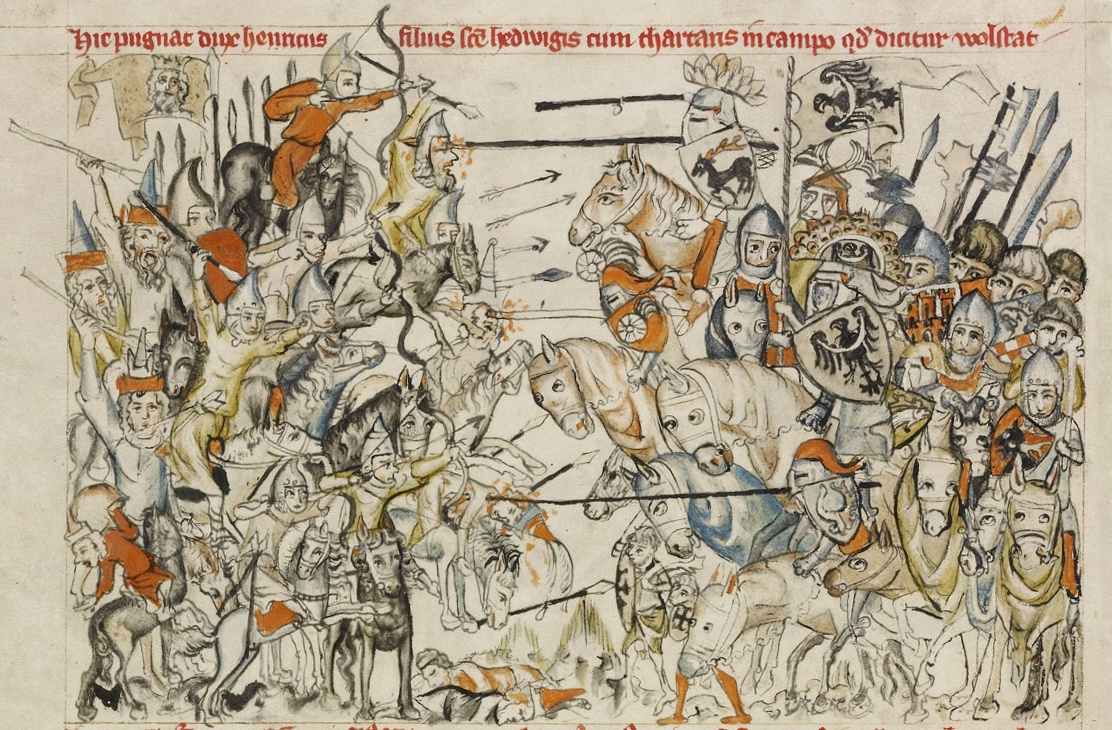
Representação da Batalha de Legnica, na qual foi morto o pai de Boleslau, Henrique II

Boleslau, ao contrário do seu pai, não teve de esperar muito empo para começar a governar, pois a 9 de Abril de 1241; durante a Batalha de Legnica contra os Mongóis, Henrique II foi morto após apenas quatro anos de governo(1238-1241). Aquando destes trágicos eventos, de entre todos os filhos de Henrique, somente Boleslau e Mieszko poderiam ser considerados adultos e portanto capazes de governar sem uma regência.  Contudo, durante os primeiros meses de governo, Ana, a sua mãe iria ajudá-los. Mas a sua ajuda de pouco tempo durou, pois no mesmo ano Boleslau começou formalmente o seu governo, cujo início não foi positivo. Embora os Mongóis, após conquistarem áreas consideráveis da Silésia, depressa se retiraram para a Hungria, com a intenção de reter essas terras permanentemente , para Boleslau a situação não foi a melhor. Outra revoltas começaram também a crescer, até que em Julho de 1241, apareceu um pretendente para Cracóvia, Conrado I da Masóvia. Originou-se uma guerra, que não foi uma derrota, graças à resistência efectiva contra os Masóvios, organizada pelo Governador da Cracóvia, mas a inacção de Boleslau desapontou a nobreza, que rapidamente encontrou outro pretendente para o trono da Cracóvia, Boleslau V da Polónia. Na Grande Polónia, a situação não era muito diferente: após ouvirem as notícias da morte de Henrique II na Batalha de Legnica, Premislau I e Boleslau, o Piedoso decidiram retomar a área que já tinha pertencido ao seu pai, Vladislau Odonic. Consequentemente, Boleslau teve de deixar as suas pretensões na Grande Polónia.
Inicialmente, Boleslau não queria dividir os territórios pertencentes a seu pai, pois queria concentrar todo o poder em si. Mas isso fez rebentar mais revoltas e, portanto, em 1247, Boleslau acabou por dividir o poder com o seu irmão Henrique III. Como acooperação dos dois irmãos não era boa, decidiram então, em 1248, fazer uma divisão dos ducados. Boleslau, como irmão mais velho, ficou com Legnica (devido ao ouro encontrado nessas terras), enquanto que Henrique ficou com Bratislava. Essa divisão levou a uma guerra entre os dois irmãos.
Em 1249, o seu irmão mais novo, Conrado, retornou à Silésia (após ter terminado os seus estudos em Paris). Sem sucesso, Boleslau tentou convencê-lo a entrar na Igreja. Para além de recusar, Conrado começou a fazer-se aclamar na Silésia Como Boleslau não aceitou isto, Conrado foi então viver para a corte dos piores inimigos de Boleslau:dfs duques da Grande Polónia.
Após uma nova guerra que uniu o duque da Grande Polónia, Premislau I e Henrique III (que apoiou o seu irmão, Conrado), Boleslau foi forçado a concordar com a divisão das suas terras e deu Glogóvia a Conrado. Após isto, Boleslau ficou apenas com Legnica.
Boleslau, como era comum na altura, teve alguns conflitos com a Igreja e o clero.
Em 1270, a política de Boleslau estava claramente em declínio. Ele dava cada vez mais territórios aos sues filhos, ao ponto que, em 1273, deu  Jawor como um ducado para o seu filho primogénito, Henrique V e pareceu que Boleslau se retirara definitivamente das aventuras políticas, mas, em 1277, surpreendeu todos, quando assinou uma aliança com o Rei Rodolfo I da Germânia, que estava a tentar romper a aliança dos outros duques da Sile´sia com o rei da Boémia, Otacar II. Perante a insistência de Rodolfo, Boleslau decidiu raptar o seu sobrinho e maior aliado de Otacar: Henrique IV. Este era um importante prisioneiro e pouco tempo depois foi aprisionado num castelo em Legnica. Para obter a sua liberdade, fez-se uma coligação entre o rei Otacar e os duques Henrique III de Glogóvia e Premislau II da Grande Polónia; contudo a coligação falhou, graças a Henrique V, que inesperadamente começou a ganhar as batalhas contra a coligação. A disputa terminou com um acordo: Henrique IV saía em liberdade, em troca de 1/3  do Ducado de Środa Śląska, que foi dado a Boleslau.

### Morte e sucessão (1278)
Este foi o último sucesso do duque de Legnica. Boleslau faleceu a 26/31 de Dezembro de 1278 e foi sepultado no mosteiro dominicano de Legnica. Os sues três filhos, Henrique V, Bolco I e Bernardo, herdaram as suas terras e dividiram-nas etre eles.

## Casamento e descendência
A 8 de Maio de 1242, Boleslau casou primeiro com Edviges de Anhalt (f. 21 de Dezembro 1259), filha do conde Henrique I de Anhalt. Tiveram a seguinte descendência:
1. Inês (n. ca. 1243/50 - f. 13 de Março de 1265), casou ca. 1260/64 com o conde Ulrique I de Württemberg.
2. Henrique V da Silésia (n. ca. 1248 - f. 22 de Fevereiro de 1296).
3. Edviges (n. ca. 1250/55 - f. (depois de) 1280), casou ca. 1265/70 com o duque Conrado II da Masóvia.
4. Bolko I da Silésia (n. ca. 1252/56 - f. Grissow, 9 de Novembro de 1301).
5. Bernardo (O Alegre) (n. ca. 1253/57 - f. 25 de Abril de 1286).
6. Um filho(faleceu novo).
7. Ana (n. ca. 1255 - f. (depois de) 1270), Abadessa de Trebnicz.
8. Isabel (n. ca. 1259 - f. (depois de) 1268), casou em 1268 com Luís de Hakeborn.

Após 1260, Boleslau casou com Eufémia (n. ca. 1245 - f. ca. 15 de Fevereiro de 1309), filha de Sambor II da Pomerânia. Esta união foi infrutífera.